# Bund der makedonischen Studentenvereine im Auslande

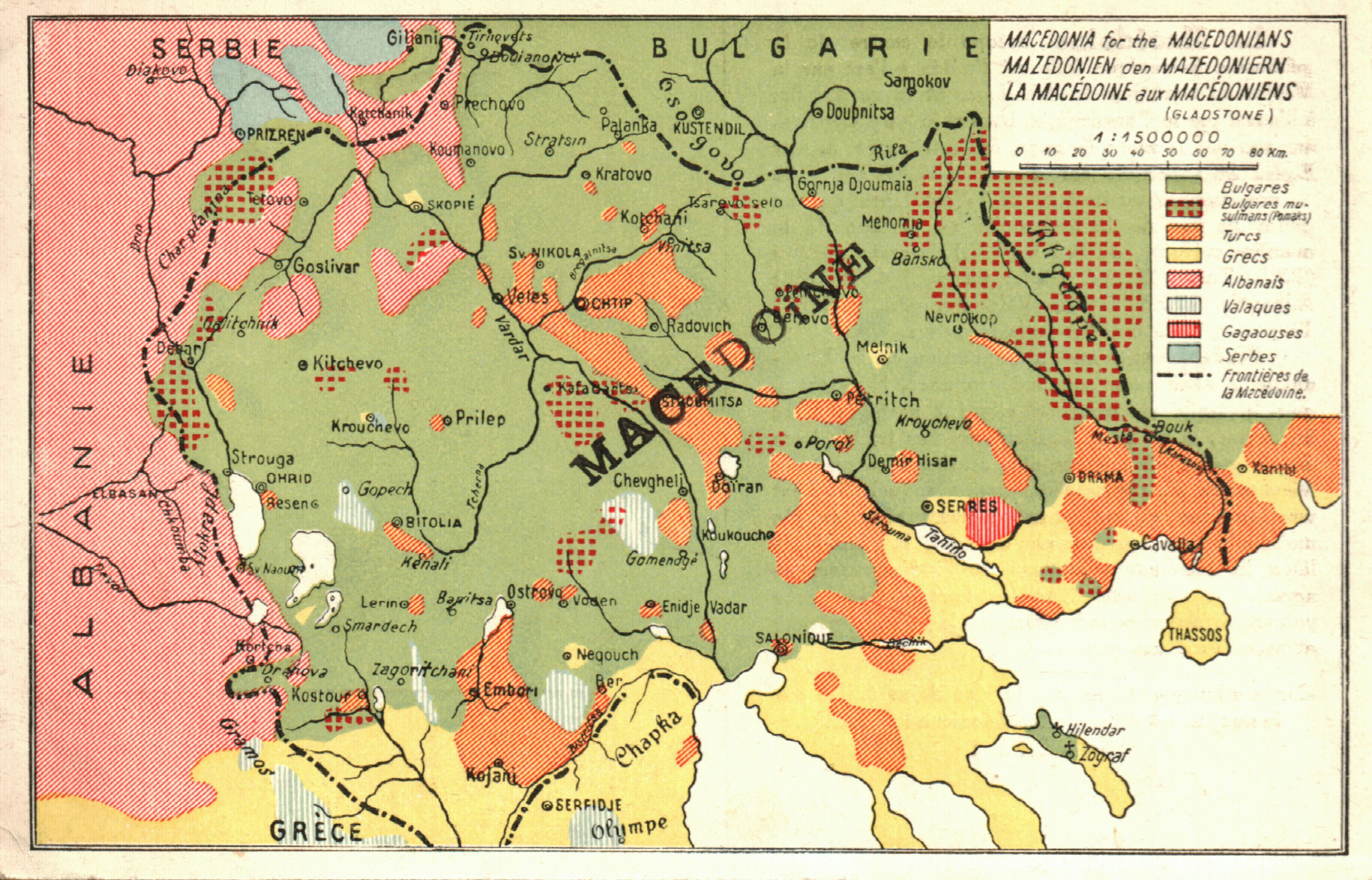
Demografische Karte Makedoniens mit der ethnischen Zusammensetzung der Bevölkerung, herausgegeben von den Makedonischen Studentenvereinen im Auslande in Wien

Der Bund der makedonischen Studentenvereine im Auslande, auch bekannt als die Makedonischen Studentenvereine im Auslande (bulgarisch Съюз на македонските студентски дружества в чужбина), war ein europaweites Netzwerk von Studentengruppen, dessen Mitglieder aus der geographischen Region Makedonien stammen. Der Bund der makedonischen Studentenvereine im Auslande galt auch als Frontorganisation der Inneren Makedonischen Revolutionären Organisation (IMRO). Ziel des Bundes war es, auf die unerträgliche Lage der makedonischen Bulgaren unter serbischer bzw. jugoslawischer und griechischer Herrschaft aufmerksam zu machen.
Neben Leipzig besaß der Bund deutsche Filialen an Universitäten und technischen Hochschulen in Berlin, Dresden, München, Darmstadt, Heidelberg und Frankfurt am Main. Außerhalb des Deutschen Reiches besaß der Bund Filialen in Wien und Graz (Österreich), Paris und Nancy (Frankreich) sowie jeweils eine in Lüttich (Belgien), Genf (Schweiz), Rom (Italien) und Sofia (Bulgarien).

## Geschichte

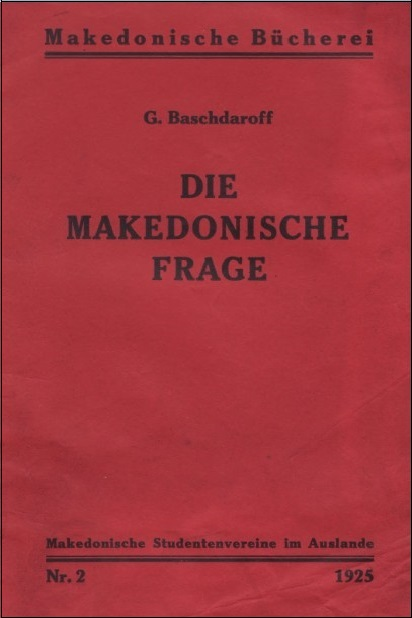
Die Makedonische Frage, herausgegeben von den Makedonischen Studentenvereinen im Auslande. Autor ist der IMRO-Revolutionär und Journalist Georgi Baschdarow, welcher zu einem der insgesamt drei Auslandsvertreter der IMRO gehörte

Die Bund der Makedonischen Studentenvereine im Auslande konstituierte sich zunächst vom 5. bis 8. Januar 1925 im Leipziger „Hotel Deutsches Haus“. Ursprünglich sollte die Gründungskonferenz in der tschechoslowakischen Hauptstadt Prag abgehalten werden, was die dortigen Behörden jedoch verboten hatten. Bei der Gründungskonferenz nahmen 313 Delegierte teil. Davon anwesend waren 70 Mitglieder des Makedonischen Studentenvereins Wien unter ihrem Leiter Georgi Stresow, 20 Delegierte des Makedonischen Akademischen Vereins Leipzig mit ihren Vorsitzenden Metodi Weljanow, 27 aus Berlin, 17 aus Graz, 9 aus Paris sowie 170 aus Sofia. Bei den Delegierten aus Sofia handelte es sich um die vom IMRO-Führer Iwan Michajlow gegründeten Makedonischen Studentenvereinigung „Vardar“ von der Universität Sofia, welche die Stimmmehrheit besaßen. Der Kongress wählte einen zehnköpfigen Vorstand des neuen „Bundes“, in dem Petar Manew, Krum Nikolow und Blagoj Ingilisow das Sekretariat bildeten. Die letztgenannten kamen alle aus Wien.
Hauptredner auf dem Kongress war Nikola Welew sowie der Leipziger Romanistikprofessor und Balkanologe Gustav Weigand. Letzterer wurde während des Ersten Weltkrieges von den deutschen Behörden im Rahmen des Feldforschungsunternehmens „Makedonische Landeskommission“, die von Kaiser Wilhelm II. finanziert wurde, nach Makedonien geschickt, um ethnographische Studien zu führen. Die Ergebnisse wurden im Jahr 1923 unter dem Titel Ethnographie Makedoniens veröffentlicht.
Als Reaktion auf den Gründungskongress organisierten griechische Studenten der Universität Leipzig eine Protestkundgebung. Die Antwort Gustav Weigands folgte prompt, als er in Anwesenheit des Rektors der Universität Leipzig und der Kongressteilnehmer einen Vortrag über die Nationalitätenverhältnisse in Makedonien hielt. In der Rede kritisierte er dabei heftig die Pariser Nachkriegsregelung. Diesmal löste der Vortrag heftige Proteste in der griechischen und jugoslawischen Presse aus. Diese äußerten ihre Vermutungen, dem IMRO-„Außenminister“ A. Protogerow sei es gelungen, die deutsche Politik auf die makedonische Seite zu ziehen.
Der Bund der makedonischen Studentenvereine im Auslande richtete schließlich am 7. Januar 1925 einen Aufruf „An die akademische Jugend der ganzen Welt“, wo es um Unterstützung der makedonischen Sache warb.
Weitere Kongresse des „Bundes“ folgten im März 1928 in Frankfurt am Main und Ende Juli 1929 in München. Erneut führten sie zu griechisch-jugoslawischen Protesten. Ebenso führte dies zu einer intensiven Berichterstattung in der deutschen Presse. Der Bund der makedonischen Studentenvereine im Auslande schickte ihre Publikationen (Zeitungs- und Zeitschriftenredaktionen) im Deutschen Reich an etwa 7000 Empfänger. Neben den Publikationen folgten eine große Anzahl an Memoranden, Protestresolutionen, Ultimaten, Appellen, Pressemitteilungen u. a. Nach eigenen Angaben wurden im Zeitraum 1925–1927 allein in Berliner Zeitungen insgesamt 67 promakedonische Artikel initiiert. Zudem wurden erfolgreich deutsche Zeitungsredaktionen dazu gebracht, eigene, vom Studentenbund geschriebene Artikel zu veröffentlichen. So wurden beispielsweise den michajlowtreuen Konstantin D. Stanischew und Simeon Eftimow Platz für propagandistische Erklärungen in der nationalistischen Süddeutschen Monatshefte und der renommierten Zeitschrift für Politik eingeräumt. Hinzu gaben sie deutschen Journalisten Interviews.
Mit ihren circa 300 Mitgliedern betätigte sich der Makedonische Studentenbund selbst verlegerisch und publizistisch. So veröffentlichte der „Makedonische Studentenverein in Berlin“ 1926 eine Propagandaschrift des Aleksandrow- und Michajlow-Beraters Nikola Milew mit dem Titel Das ruhelose Makedonien. Eine weitere Propagandaschrift folgte von Iwan Michajlows Stellvertretenden beim Genfer Völkerbund, Simeon Eftimow („Die mazedonische Frage“). Zudem vertrieb der Bund übersetzte Schriften von IMRO-Größen wie Georgi Baschdarow („Die Makedonische Frage“), einem der drei Auslandsvertreter der IMRO, sowie von angeblich neutralen Fachmännern wie dem ungarischen Presseattaché in Sofia, Boleslaw Tachauer („Die makedonische Frage in ihrer gegenwärtigen Phase, 1928“). Der Bund beschäftigte sich ebenso mit Teilen der deutschen Öffentlichkeit, die der IMRO feindlich bzw. ablehnend gegenüberstanden, wie zum Beispiel den sozialdemokratischen Publizisten Hermann Wendel. So veröffentlichte der Bund in 1927 in Wien die Broschüre Die Makedonische Frage. Eine Antwort an Hermann Wendel, worin Wendel für seine proserbische Sichtweise auf die slawische Bevölkerung Makedoniens heftig kritisiert und seine Thesen wissenschaftlich widerlegt werden. In der Broschüre wurde zusätzlich ein ins deutsch übersetzter Artikel von Ljubomir Miletitsch Werk Die Meinung prominenter Slawisten über die makedonische Sprache hinzugefügt. Dass der Makedonische Studentenbund Erfolge durch ihre Informationsüberflutung verbuchen konnte, zeigt das Beispiel eines Berichts des IMRO-kritischen Journalisten Julius Kaim in der Münchner Neuesten Nachrichten, veröffentlicht am 1. Juli 1928:

„Es ist ein trostloses Unterfangen, die historische oder völkische Berechtigung der autonomistischen Wünsche jener revolutionären Mazedonier feststellen zu wollen [...]; selten wohl hat eine Autonomie-Bewegung so viel Haß und Abscheu, so viel Racheschreie und völkische Wut durch Flugschriften der Mitwelt übermittelt wie die mazedonische. Aber ohne Zweifel gehört das Material, das diese Flugschriften und die vom Völkerbund vorgelegten Memoranden enthalten, zu den schmerzlichsten Zeugnissen über serbisches Vorgehen auch dann, wenn die Hälfte erlogen oder übertrieben sein sollte.“

Nachdem sich im Jahre 1925 die Konkurrenzorganisation der Vereinigten IMRO gründete, die ideologisch zur politischen Linke gehörte, sahen sich die rechten IMRO-Untergrundorganisationen dazu gezwungen, Sympathiewerbung auch in der liberalen Mitte in der Weimarer Republik zu betreiben. Den „Makedonischen Studentenverein in Berlin“ gelang es im Frühjahr 1927, den Privatsekretär von Albert Einstein, Siegfried Jacoby, zu einer zweimonatigen Reise ins jugoslawische Vardar- sowie ins griechische Ägäis-Makedonien zu bewegen. Dort angekommen, traf sich Jacoby mit lokalen IMRO-Vertretern. Finanziert wurde die Reise durch das Makedonische Nationalkomitee, der Jacoby vollen Sympathie versicherte. Zudem erklärte er sich zur Gründung eines Berliner „Makedonien-Komitees“ bereit. Im selben Jahr veröffentlichte Siegfried Jacoby noch einen Artikel, in welchem er die Bevölkerung Makedoniens als „rein bulgarisch“ bezeichnete.
Wollte man sich als deutscher Journalist ins makedonisch-bulgarische Krisengebiet begeben, so war der Bund der makedonischen Studentenvereine im Auslande wichtige Anlaufstelle für etwaige Vorbereitungen einer solchen Reise. Interessiert war man vor allem an Interviews mit wichtigen IMRO-Führern. Nur wenigen Berichterstattern gelang es jedoch, mit namhaften IMRO-Größen wie Todor Aleksandrow oder mit Iwan Michajlow selbst Interviews zu durchführen.